# 馬爾他—塞爾維亞關係
马耳他-塞尔维亚关系是马耳他和塞尔维亚之间的外交关系。两国于1964年建立了外交关系。马耳他在塞尔维亚的代表是驻在瓦莱塔（本国外交部）的一名非常驻大使。塞尔维亚通过其在罗马的大使馆和在瓦莱塔的荣誉领事馆作为驻马耳他代表。马耳他是欧盟成员国，塞尔维亚是欧盟候选国。

## 历史
马耳他人和塞尔维亚人之间的关系在早期历史中是在他们的宗主国英国和奥斯曼帝国之间的关系框架内发生的。
乔治·米特罗维奇是最早的塞尔维亚/黑山血统的马耳他公众人物之一，他是一个爱国者和政治家，以在马耳他争取新闻自由的斗争中扮演的角色而闻名，他的祖父是一个成功的私海盗，最初来自威尼斯统治的科托尔，在1770年左右移居马耳他。
1918年，一群塞尔维亚军队的学员和人员乘坐波利尼西安号，在该船被德国鱼雷击沉后被救回马耳他，并在科托内拉医院接受治疗。
第二次世界大战期间，和第一次世界大战期间一样，马耳他为英国盟友提供了一个休息和休养的地方——这次是铁托的南斯拉夫游击队，由杰科·朱里奇少校领导，他在宾埃玛建立了一个营地。在马耳他，游击队员（包括男性和女性）可以由英国专家训练使用同盟国和轴心国的武器。在马耳他，至少有一名南斯拉夫游击队员因伤死亡，并被埋葬在军事公墓。
20世纪40年代末，马耳他移民乘坐南斯拉夫的轮船S.S. Partizanka和S.S. Radnik离开马耳他前往澳大利亚。
冷战期间，新独立的马耳他和社会主义南斯拉夫之间的关系是由冷战的背景所决定的。社会主义总理多姆·明托夫领导下的马耳他加入了铁托发起的不结盟运动。经济合作的标志是在马耳他岛上用南斯拉夫的资本建立了一个小工厂。1980年代初，南斯拉夫应明托夫的要求向马耳他捐赠了一艘船。
在明托夫统治时期，南斯拉夫与卡扎菲的利比亚关系密切，是马耳他相当友好的盟友，可能是其欧洲的主要盟友。未来的外交部长迈克尔·弗伦多在1977年写了一篇论文，题目是“工人的自我管理：马耳他和南斯拉夫企业法律结构的新概念”。

## 合作
2009年9月9日星期三，马耳他与塞尔维亚签署了第12项双边双重征税协定。2010年，马耳他外交部长托尼奥·博格在对塞尔维亚为期两天的访问期间与塞尔维亚签署了两项协议，内容是关于重新接纳未经授权居住的人。

## 散居者
塞尔维亚人是马耳他发展最快的侨民群体之一。在2010年代，他们的数量稳步增长，2017年，塞尔维亚人群体拥有2757名工人，是岛上第二大外国社区，仅次于菲律宾人，略高于利比亚人。尽管实际数字可能更大。在马耳他的塞尔维亚公民从事旅游业的工作，通常遵循季节性移民模式。塞尔维亚社区的犯罪率、流氓罪和融合问题也已引起马耳他社会的注意。塞尔维亚-马耳他混血人也很少在马耳他社会中崭露头角。